# Yaramoko
Yaramoko är en ort i Burkina Faso.   Den ligger i regionen Boucle du Mouhoun, i den västra delen av landet, 200 km väster om huvudstaden Ouagadougou. Yaramoko ligger 302 meter över havet och antalet invånare är 700.
Terrängen runt Yaramoko är platt, och sluttar söderut. Närmaste större samhälle är Bana, 17,3 km nordväst om Yaramoko.
Omgivningarna runt Yaramoko är en mosaik av jordbruksmark och naturlig växtlighet. Runt Yaramoko är det ganska tätbefolkat, med 52 invånare per kvadratkilometer.